# Alexander Haggerty Krappe
Alexander Haggerty Krappe (* 1894 in Boston; † 30. November 1947) war ein US-amerikanischer Romanist und Ethnologe deutscher Abstammung.

## Leben und Werk
Krappe wuchs in Berlin auf, studierte dort von 1915 bis 1916, dann an der University of Iowa. Er promovierte 1919 an der University of Chicago mit der Arbeit  Alliteration in the Chanson de Roland and in the Carmen de prodicione Guenonis (Iowa City 1921) und war Lecturer an der Columbia University, sowie Professor für romanische Sprachen an der University of Minnesota. 

Krappe heiratete 1919 Edith Smith, die Tochter des Mathematikers  Professor Arthur G. Smith von der University of Iowa und der Volkskundlerin Grace Partridge Smith (1869–1959).

## Weitere Werke
- The Legend of Roderick, last of the Visigoth kings, and the Ermanarich Cycle, Heidelberg  1923
- Balor with the evil eye. Studies in Celtic and French literature, Lancaster, Pennsylvania 1927, 1978 Philadelphia
- Études de mythologie et de folklore germaniques, Paris 1928
- The Science of Folk-lore, New York/London 1930, 1962, 1965, 1974
- Mythologie universelle, Paris 1930
- La genèse des mythes, Paris 1938, 1952
- (Übersetzer mit Francis Peabody Magoun) The Grimms' German folk tales, Carbondale 1960